# Morde & Assopra
Morde & Assopra é uma telenovela brasileira produzida e exibida pela TV Globo de 21 de março a 14 de outubro de 2011, em 179 capítulos. Substituiu Ti Ti Ti e foi substituída por Aquele Beijo, sendo a 78ª "novela das sete" exibida pela emissora.
Escrita por Walcyr Carrasco, com colaboração de Cláudia Souto, André Ryoki e Daniel Berlinsky, teve direção de André Felipe Binder, Fábio Strazzer e Roberta Richard. A direção geral foi de Pedro Vasconcelos e a direção de núcleo de Rogério Gomes.
Contou com as atuações de Adriana Esteves, Marcos Pasquim, Flávia Alessandra, Mateus Solano, Elizabeth Savalla, Ary Fontoura, Vanessa Giacomo e Marina Ruy Barbosa.

## Enredo
Júlia é uma paleontóloga que está no Japão trabalhando em sua tese de doutorado sobre uma nova espécie de fóssil pré-histórico, quando sofre um acidente que arruína toda sua pesquisa. Ela fica sabendo que no Brasil foram descobertas ossadas de dinossauros ainda não catalogados de mais de 90 milhões de anos, enterrados na cidade de Preciosa, e parte para o local em busca de novo material para a tese junto de seus assistentes, o atrapalhado Cristiano e sedutor Tiago – ambos apaixonados por ela – além da ambiciosa Virgínia, que planeja passar a perna na amiga para ser reconhecida internacionalmente. Lá Júlia conhece Abner, um viúvo rude e dono de um cafezal onde os fósseis foram descobertos, que luta contra as pesquisas para que elas não desapropriem o único bem que a família tem para sobreviver. Em um divertido jogo de "cão e gato" ele vivem as turras com Júlia, a quem quer longe, mas ao mesmo tempo sente atração. Quem não gosta nada do que a paleontóloga causa em Abner é Celeste, irmã da falecida esposa dele e que se tornou sua noiva, embora seja totalmente detestada pela filha do cafeicultor, a tinhosa Tonica. Além disso, o ex-noivo inglês de Júlia, John Lewis, chega ao Brasil e descobre que ela o deixou por Abner, prometendo sabotar sua pesquisa para se vingar com a ajuda de Virginia.
Paralelamente, o cientista Ícaro consegue chegar ao ápice de seu trabalho quando cria um robô android com as mesmas características físicas e psicológicas de Naomi, sua esposa que caiu no mar durante um acidente seis anos antes e foi dada como morta. O rapaz passou todo o tempo buscando métodos e tecnologias para finalmente recriar a amada, porém tanta "humanidade" pode não ter sido uma boa ideia, uma vez que a android acaba se apaixonando secretamente por Leandro, embora ele não saiba a verdadeira origem dela. Para piorar a situação, a verdadeira Naomi reaparece na cidade, trazendo um filho que ela diz ser de Ícaro e deixando o cientista confuso sobre tudo que viveu. Junto com ela veio Amanda, que guarda todos os segredos da moça e não tarda para se interessar por Ícaro, tentando de toda forma conquistá-lo e colocar Naomi para longe dali, revelando até mesmo que a criança na verdade é seu filho, que a amiga usou para tentar reconquistar o marido.
Enquanto isso, Preciosa vive às voltas com moradores pitorescos. Dona Salomé, mãe de Celeste, é uma mulher sovina que não abre mão de um centavo e faz de tudo para separar o filho Marcos de Natália, a quem considera imprópria. Já o prefeito corrupto Isaías e a primeira-dama Minerva se surpreendem com a volta do filho, Áureo, ao percebendo que ele voltou mais "delicado". Na cidade grande Áureo descobriu sua homossexualidade e agora, de volta, se torna melhor amigo de Celeste, ajudando-a em seus planos para segurar Abner, além de fazer de tudo para seduzir o peão Josué, que acaba se interessando por ele mesmo sem entender seus sentimentos. Quando Lavínia se casou com Oséas, um poderoso homem mais velho, ela jamais imaginou que sofreria maus tratos, porém é no retorno do filho do marido, Fernando – que tem sua idade – que ela encontrará o verdadeiro e tortuoso amor. A mesma provação passa Melissa, uma moça religiosa apaixonada pelo Padre Francisco, magoando o delegado Wilson, com quem namorava. Também mora na cidade Élcio, um fugitivo que se disfarça de mulher sob o nome de Elaine e que desperta o cômico interesse do Sargento Xavier.
Ainda há a história de Dulce, uma humilde e simplória vendedora de cocadas, orgulhosa do filho Guilherme, que acredita ter se formado médico, mas que na verdade torrou toda a grana que a mãe mandava para custear seus estudos na capital em farra e agora volta sem nada. Mentindo que é um forasteiro rico e de boa família, o rapaz seduz Alice, filha do prefeito, vendo nela a oportunidade de dar o "golpe do baú" e consegue o emprego de médico na cidade, porém sem deixar que sua mãe o trate como filho perante os outros, envergonhado da origem humilde dela. Alice, que detesta pobres e foi criada acreditando ser melhor que os demais, humilha constantemente Dulce e Lilian – sem saber que uma é mãe de seu amado, enquanto a outra é sua própria mãe, que teve que dá-la para a família do prefeito quando nasceu por não ter condições financeiras de mantê-la.

## Elenco
| Intérprete                 | Personagem                                      |
| -------------------------- | ----------------------------------------------- |
| Adriana Esteves            | Júlia Freire de Aquino                          |
| Marcos Pasquim             | Abner Martins de Medeiros                       |
| Mateus Solano              | Ícaro Sampaio                                   |
| Flávia Alessandra          | Naomi Gusmão Sampaio                            |
| Flávia Alessandra          | Naomi (robô)                                    |
| Carla Marins               | Amanda Goulart                                  |
| Vanessa Giácomo            | Celeste de Sousa Sampaio                        |
| Cássia Kis                 | Dulce Duarte Pereira                            |
| Klebber Toledo             | Guilherme Duarte Pereira                        |
| Marina Ruy Barbosa         | Alice Alves Junqueira / Alice da Silva          |
| Jandira Martini            | Salomé Amaral de Sousa Sampaio                  |
| Bárbara Paz                | Virgínia Lolatto                                |
| Elizabeth Savalla          | Minerva Alves Junqueira                         |
| Ary Fontoura               | Isaías Alves Junqueira                          |
| Carol Castro               | Natália Ribeiro Sampaio                         |
| Sérgio Marone              | Marcos de Sousa Sampaio                         |
| Nívea Stelmann             | Lavínia Cerqueira Guedes                        |
| Luís Melo                  | Oséas Guedes                                    |
| Rodrigo Hilbert            | Fernando Guedes                                 |
| André Gonçalves            | Áureo Alves Junqueira                           |
| Joaquim Lopes              | Josué de Sousa Batista                          |
| Michel Bercovitch          | John Lewis                                      |
| Paulo Vilhena              | Cristiano Cunha                                 |
| Narjara Turetta            | Lílian da Silva                                 |
| Caio Blat                  | Leandro Perez                                   |
| Max Fercondini             | Delegado Wilson Villanova                       |
| Marisol Ribeiro            | Melissa Gusmão                                  |
| Erom Cordeiro              | Padre Francisco                                 |
| Cissa Guimarães            | Augusta Monte Carlo                             |
| Paulo Goulart              | Dr. Eliseu Villanova                            |
| Walderez de Barros         | Hortênsia Martins de Medeiros                   |
| Paulo José                 | Plínio Alves Junqueira                          |
| Otaviano Costa             | Élcio Gonçalves dos Anjos / Elaine (Pirulitona) |
| Anderson Di Rizzi          | Sargento Sérgio Xavier                          |
| Bruna Spínola              | Maria Eduarda (Abelha)                          |
| Carol Abras                | Tânia Cortês                                    |
| Ricardo Vandré             | Moisés da Silva                                 |
| Jurema Reis                | Maria João Assunção                             |
| Gabriela Carneiro da Cunha | Raquel Martins de Medeiros                      |
| Emiliano Queiroz           | Deodato de Aquino (Déo)                         |
| Cosme dos Santos           | Bento Assunção                                  |
| Daniela Fontan             | Marli Assunção                                  |
| Vera Mancini               | Cleonice Santos da Silva                        |
| Thiago Luciano             | Everton Moraes                                  |
| Neusa Maria Faro           | Palmira                                         |
| Márcio Tadeu de Lima       | Herculano Gadelha                               |
| Chao Chen                  | Akira Kobayashi                                 |
| Suzy Rêgo                  | Maria Eduarda Aguiar (Duda)                     |
| Flávia Garrafa             | Drª. Carolina Vianna                            |
| André Bankoff              | Tiago Guedes                                    |
| Ildi Silva                 | Lídia Santos                                    |
| Sandra Barsotti            | Dora Guedes                                     |
| Juliana Schalch            | Lara Maia Villanova                             |
| Bárbara Silvestre          | Inês Villanova                                  |
| Fernando Roncato           | Renato Guimarães                                |
| Dhu Moraes                 | Janice Perez                                    |
| Mauro Gorini               | Roney Perez                                     |
| Karla Karenina             | Anecy Gadelha                                   |
| Dionísio Neto              | Dr. Aquiles Carneiro                            |
| Ary França                 | Dorival Ignácio                                 |
| Cristina Mutarelli         | Tatiana Ignácio (Pink)                          |
| Guilherme Nasraui          | Daniel de Sousa Batista                         |
| Veronica Rocha             | Selma                                           |
| Miwa Yanagizawa            | Tieko Kobayashi                                 |
| Marcos Miura               | Shiro Kobayashi                                 |
| Cristina Sano              | Tomie Tanaka                                    |
| Luana Tanaka               | Keiko Tanaka                                    |
| Camila Chiba               | Hoshi Tanaka                                    |
| Rael Barja                 | Tutu                                            |
| Klara Castanho             | Tonica Sampaio Martins                          |
| Henry Fiuka                | Rafael Gusmão Sampaio                           |
| Jorge Amorim               | Nelson Assunção (Nelsinho)                      |
| Carol Murai                | Kimmy Tanaka                                    |
| Mário Jorge Andrade        | Robô Zariguim (voz)                             |

### Participações especiais
| Intérprete         | Personagem                                                  |
| ------------------ | ----------------------------------------------------------- |
| Tarcísio Filho     | Delegado Rodrigo Pimentel do Nascimento (Delegado Pimentel) |
| Aline Peixoto      | Márcia Gadelha                                              |
| Cacá Amaral        | Diogo Figueiredo                                            |
| Raphael Viana      | Dr. Tadeu                                                   |
| Ana Rosa           | Dinorá de Sousa Batista                                     |
| Cláudio Jaborandy  | Nivaldo Batista                                             |
| Cláudia Ohana      | Alzira de Sousa Sampaio                                     |
| Celso Bernini      | Bira                                                        |
| Erik Marmo         | Davi                                                        |
| Henrique César     | Padre Aluísio                                               |
| Cleiton Morais     | Amigo de Guilherme                                          |
| Antônio Firmino    | Igor                                                        |
| Leandro Ribeiro    | Heitor                                                      |
| Ken Kaneco         | Hinoue                                                      |
| Miriam Lins        | Irene Limeira                                               |
| Keff Oliveira      | Caco Limeira                                                |
| Edson Kameda       | Nakau                                                       |
| Oswaldo Lot        | Zé Paulo                                                    |
| Guilherme Gonzalez | Efraim                                                      |
| Luan Santana       | Ele mesmo                                                   |

## Produção
Os títulos provisórios da trama foram Dinossauros e Robôs e Idade da Pedra. Posteriormente no fim de 2010 foi decidido Morde e Assopra como nome definitivo.

### Gravações
A novela teve as primeiras cenas gravadas no Japão. Já as externas da cidade fictícia de Preciosa foram gravadas em Vera Cruz, no interior de São Paulo, conhecida por conter muitas fazendas onde se cultivam o café e também pelo autor já ter morado na cidade.

### Escolha do elenco
Priscila Fantin foi convidada para interpretar a antagonista Celeste, repetindo parcerias anteriores em novelas com o autor, porém a atriz recusou o convite alegando estar "repensando sua carreira", após o fracasso de Tempos Modernos, Gabriela Duarte foi convidada na sequência mas recusou também, Vanessa Giácomo que interpretaria Raquel, assumiu a personagem, enquanto Gabriela Carneiro da Cunha, ficou com o papel Raquel.
Marcou o retorno de Adriana Esteves às novelas após em seis anos, uma vez que a atriz não integrava o elenco fixo de alguma desde A Lua Me Disse, em 2005, sua última novela foi em uma participação especial na novela  Belíssima , tendo dedicado-se ao sitcom Toma Lá, Dá Cá. Na trama, ela repetiu a parceria com Marcos Pasquim, assim como em Kubanacan.
André Gonçalves, que originalmente seria um personagem secundário, acabou tornando-se um dos personagens principais devido a boa repercussão do público, tanto na parceria humorada com Vanessa Giácomo, quanto no romance atrapalhado com Joaquim Lopes.

### Alterações controversas no enredo
Logo nas primeiras semanas, a novela foi amplamente criticada pelos jornalistas especializados e pelo público, que reclamavam da falta de romantismo e das tramas sem nexo mixando tecnologia e pré-história, considerada desinteressante e que refletiram na queda brusca de audiência.
Em abril, Walcyr começou a promover diversas mudanças, cortando a história envolvendo tecnologia e investindo mais nas armações de Celeste para separar o casal Júlia e Abner. Além disso, os planos iniciais eram de que dinossauros voltassem a vida, o que causaria a rivalidade entre a protagonista, que iria querer protegê-los, e os antagonistas, interessados em explorá-los, porém esta sinopse também foi abortada e o conflito central mudou para a exploração ilegal de pedras preciosas no sítio arqueológico.
A direção também realizou uma pesquisa de público, que notou uma rejeição à personagem robô de Flávia Alessandra, a qual o autor tentou consertar trazendo de volta a personagem de Naômi real – que era dada como morta até então – que entrou a partir de 2 de maio.
A partir deste ponto, Flávia passou a interpretar a versão real como primeiro plano e a versão robô passou a perder cada vez mais força na história, a ponto de deslocar-se para o núcleo minoritário gradativamente. Além disso, Carla Marins entrou na história em 15 de julho para antagonizar o casal Naômi e Ícaro, apontado pelo público como sem conflitos.
A novela também enfrentou outros problemas, como Tarcísio Filho ter pedido para sair, alegando que seu personagem não tinha uma história, tendo sido assassinado no capítulo 80 e substituído como delegado por Max Fercondini – que, para não sofrer o mesmo destino, foi incorporado num triângulo amoroso envolvendo os personagens de Marisol Ribeiro e Erom Cordeiro. A morte do personagem de Tarcísio gerou o clássico mistério de "quem matou...", porém isso não se estendeu até o fim da novela, como normalmente acontece, uma vez que o autor precisou acelerar a trama com desfechos antecipados para não perder o público, que reclamava de lentidão e falta de acontecimentos impactantes.
Também na fase de mudanças, Walcyr Carrasco deu mais destaque às histórias secundárias, como a de Dulce (Cássia Kis) e Guilherme (Klebber Toledo).
Nívea Stelmann e Rodrigo Hilbert também tiveram que sair da trama antes do fim, porém involuntariamente, uma vez que o Ministério da Justiça solicitou que a trama envolvendo os dois fosse suavizada, uma vez que a violência doméstica sofrida pela personagem era considerada pesada para o horário e poderia gerar uma reclassificação etária, impossibilitando que a telenovela continuasse a ser exibida às 19h. Preferindo não amenizar a história, o autor decidiu finalizar o núcleo, justificando a saída deles como uma fuga.

### Classificação indicativa
A princípio a trama teve classificação livre para todos os públicos. Porém, o Ministério da Justiça interveio na trama, e a partir de 3 de junho, passou a ser exibida com classificação 10 anos. A Globo não recorreu da decisão, pois a mudança na classificação não alterou o horário de exibição da novela, porém novamente foi alvo do Ministério da Justiça, que não queriam a trama antes das 20 horas, e ameaçou novamente reclassificar a trama, dessa vez para maiores de 12 anos, sob alegação de que na trama haveria cenas impróprias para o horário das 19h, como 'insinuação a sexo e violência familiar'. Sob pressão, Walcyr fez alguns ajustes na trama, para que a trama continuasse no horário das 7.

## Exibição

### Exibição Internacional
| País                 | Canal         | Título local         | Estreia                 | Final                  | Capítulos  | Horário semanal   | Hora       | Ref    |
| -------------------- | ------------- | -------------------- | ----------------------- | ---------------------- | ---------- | ----------------- | ---------- | ------ |
| Brasil               | TV Globo      | Morde & Assopra      | 21 de março de 2011     | 14 de outubro de 2011  | 179        | Segunda a Sábado  | 19:30      | —      |
| Portugal             | SIC           | Morde & Assopra      | 5 de setembro de 2011   | 22 de junho de 2012    | 191        | Segunda a Sexta   | 18:30      | —      |
| Coreia do Sul        | TeleNovela    | 공룡과 로봇          | 14 de janeiro de 2014   | 7 de abril de 2015     | 66         | Terça             | 16:301     | [ 74 ] |
| Nicarágua            | Televicentro  | Dinosaurios & Robots | 24 de fevereiro de 2014 | 18 de agosto de 2014   | 126        | Segunda a Sexta   | 19:00      | —      |
| República Dominicana | Antena Latina | Dinosaurios & Robots | 7 de agosto de 2014     | 4 de fevereiro de 2015 | 130        | Segunda a Sexta   | 20:00      | —      |
| Paraguai             | Paravisión    | Dinosaurios & Robots | 12 de agosto de 2014    | 4 de fevereiro de 2015 | 130        | Segunda a Sexta   | 20:00      | [ 75 ] |
| Uruguai              | Teledoce      | Dinosaurios & Robots | 29 de junho de 2015     | 11 de dezembro de 2015 | 120        | Segunda a Sexta   | 18:002     | [ 76 ] |
| Coreia do Sul        | TeleNovela    | 공룡과 로봇          | 11 de agosto de 2015    | 30 de janeiro de 2016  | 125        | Terça a Sábado    | 05:00      | —      |
| Coreia do Sul        | TeleNovela    | 공룡과 로봇          | 8 de fevereiro de 2016  | 8 de janeiro de 2017   | 48         | Segunda4          | 03:003     | —      |
| Angola               | Globo ON      | Morde & Assopra      | 15 de agosto de 2016    | 8 de janeiro de 2017   | 148        | Segunda a Domingo | 20:00      | [ 77 ] |
| Moçambique           | Globo ON      | Morde & Assopra      | 15 de agosto de 2016    | 8 de janeiro de 2017   | 148        | Segunda a Domingo | 21:00      | [ 77 ] |
| Peru                 | ATV           | Dinosaurios & Robots | Brevemente              | Brevemente             | Brevemente | Brevemente        | Brevemente | [ 78 ] |

↑1  Exibida em capítulos duplos, e transferida para as 16:00.
↑2  Transferida para as 19:00 a partir do dia 17 de agosto. Os 5 últimos episódios foram transmitidos as 19:15.
↑3  Exibida em capítulos triplos. Transferida para as 05:00 a partir do dia 21 de agosto.
↑4  Transferida para Domingo e Segunda a partir do dia 21 de agosto. Transferida para Sábado e Domingo a partir do dia 23 de outubro.

### Outras mídias
Em 26 de fevereiro de 2021, foi atualizada pelo Globoplay como parte do Projeto Originalidade, com a atualização para o formato de exibição original; com o formato de imagem restaurado em Full HD, além de aberturas, vinhetas de intervalo e encerramento originais.

## Audiência
O primeiro capítulo, exibido em 21 de março de 2011, marcou 32 pontos de média com picos de 34, e 52% de share e participação, índice superior às antecessoras Ti Ti Ti e Tempos Modernos, que marcaram 29 pontos em suas estreias. O segundo capítulo marcou 28 pontos de média e durante toda a primeira semana, a audiência foi caindo dia a dia.
No capítulo 61, exibido em 30 de maio, a novela bateu novo recorde: 33 pontos de média. Nesse dia foram mostradas as cenas em que Dulce (Cássia Kis) descobre a farsa de seu filho, Guilherme (Klebber Toledo). Sua maior audiência, 38 pontos e 63% de share, foi alcançada em 12 de setembro. No último capítulo, a novela registrou 36 pontos com picos de 41. Terminou a exibição com média geral de 30 pontos, tornando-se a segunda maior audiência da faixa, na década de 2010, ficando atrás somente do fenômeno Cheias de Charme.

## Trilha Sonora

### Nacional
Capa: Adriana Esteves e Marcos Pasquim
| N.º | Título                               | Personagem                                          | Duração |  |
| 1.  | "Olha) (Ao Vivo)"                    | Ícaro e Naomi                                       | 4:16    |  |
| 2.  | "Não Precisa" ((Part. Victor & Leo)) | Marcos e Natália, posteriormente Cristiano e Abelha | 3:37    |  |
| 3.  | "Muito Estranho (Cuida Bem de Mim)"  | Plínio e Hortência                                  | 3:37    |  |
| 4.  | "Amar Não é Pecado"                  | Júlia e Abner                                       | 3:35    |  |
| 5.  | "As Palavras"                        | Padre Francisco e Melissa                           | 4:21    |  |
| 6.  | "Ovo de Codorna"                     | Isaías e Minerva                                    | 2:13    |  |
| 7.  | "Esquinas"                           | Márcia                                              | 4:45    |  |
| 8.  | "Do Lado de Cá"                      | Wilson e Keiko                                      | 3:02    |  |
| 9.  | "Tudo Tem um Porquê"                 | Lavínia e Fernando                                  | 3:05    |  |
| 10. | "Barato Bom"                         | Guilherme e Alice                                   | 3:12    |  |
| 11. | "Chora, me Liga"                     | Sargento Xavier e Maria João                        | 4:17    |  |
| 12. | "Feminino Frágil"                    | Guilherme e Márcia, posteriormente Natália e Marcos | 3:51    |  |
| 13. | "Coração (Corazón)"                  |                                                     | 4:15    |  |
| 14. | "Mambo N°5"                          | Élcio/Elaine                                        | 2:13    |  |
| 15. | "Aroma que Inebria"                  | Núcleo da Fazenda                                   | 3:38    |  |
| 16. | "Morde & Assopra" (Instrumental)     | Abertura                                            | 2:58    |  |

### Internacional
Capa: Flávia Alessandra
| N.º | Título                                   | Personagem              | Duração |  |
| 1.  | "Rolling in the Deep"                    | Celeste                 | 3:48    |  |
| 2.  | "You & Me"                               | Tema Geral              | 4:17    |  |
| 3.  | "Deeper"                                 | Abner e Naomi           |         |  |
| 4.  | "My Love"                                | Júlia                   | 3:15    |  |
| 5.  | "Somewhore Over the Rainbow"             | Tema Geral              | 4:37    |  |
| 6.  | "Moving" ((part. Seu Jorge))             | Locação: SPA da Augusta | 5:25    |  |
| 7.  | "Rabiosa" ((part. Pitbull)               | Áureo                   | 2:51    |  |
| 8.  | "You and Me"                             | Alice                   | 3:50    |  |
| 9.  | "Endlessly"                              | Alice e Guilherme       | 2:58    |  |
| 10. | "Take a Picture of the Sun"              |                         |         |  |
| 11. | "Unrevealed Love"                        | Tema Romântico Geral    | 4:35    |  |
| 12. | "She"                                    | Ícaro, Naomi e Leandro  |         |  |
| 13. | "La Gloria"                              | Salomé                  |         |  |
| 14. | "Comptine d'un Autre éte" (Instrumental) | Naomi                   |         |  |

## Prêmios e indicações
| Ano  | Prêmio                      | Categoria                  | Indicação          | Resultado |
| ---- | --------------------------- | -------------------------- | ------------------ | --------- |
| 2011 | Prêmio Extra de TV          | Melhor Novela              | Walcyr Carrasco    | Indicado  |
| 2011 | Prêmio Extra de TV          | Melhor Atriz               | Cássia Kis         | Indicado  |
| 2011 | Prêmio Extra de TV          | Melhor Ator Coadjuvante    | André Gonçalves    | Venceu    |
| 2011 | Prêmio Extra de TV          | Melhor Ator Coadjuvante    | Otaviano Costa     | Indicado  |
| 2011 | Prêmio Extra de TV          | Melhor Atriz Coadjuvante   | Vanessa Giácomo    | Indicado  |
| 2011 | Prêmio Extra de TV          | Melhor Ator Revelação      | Klebber Toledo     | Indicado  |
| 2011 | Prêmio Extra de TV          | Melhor Atriz Revelação     | Vera Mancini       | Indicado  |
| 2011 | Prêmio Extra de TV          | Melhor Maquiagem           | Walcyr Carrasco    | Indicado  |
| 2011 | Prêmio Quem de Televisão    | Melhor Atriz               | Cássia Kis         | Venceu    |
| 2011 | Melhores do Ano             | Melhor Atriz Coadjuvante   | Cássia Kis         | Venceu    |
| 2011 | Melhores do Ano             | Melhor Ator Coadjuvante    | André Gonçalves    | Indicado  |
| 2011 | Melhores do Ano             | Melhor Ator Revelação      | Klebber Toledo     | Indicado  |
| 2011 | Melhores do Ano             | Melhor Ator ou Atriz Mirim | Klara Castanho     | Indicado  |
| 2011 | 10º Prêmio Jovem Brasileiro | Atriz Revelação            | Marina Ruy Barbosa | Venceu    |
| 2011 | Prêmio Cor Amarela          | Melhor Atriz               | Luana Tanaka       | Venceu    |
| 2012 | Prêmio Contigo! de TV       | Melhor Atriz de Novela     | Cássia Kis         | Indicado  |
| 2012 | Prêmio Contigo! de TV       | Melhor Atriz Coadjuvante   | Marina Ruy Barbosa | Indicado  |
| 2012 | Prêmio Contigo! de TV       | Melhor Ator Coadjuvante    | André Gonçalves    | Indicado  |
| 2012 | Prêmio Contigo! de TV       | Melhor Ator Coadjuvante    | Otaviano Costa     | Indicado  |
| 2012 | Prêmio Contigo! de TV       | Melhor Atriz Infantil      | Klara Castanho     | Indicado  |
| 2012 | Prêmio Contigo! de TV       | Melhor Ator Infantil       | Henry Fiuka        | Indicado  |
| 2012 | Prêmio Contigo! de TV       | Revelação da TV            | Anderson di Rizzi  | Indicado  |